# II edició dels Premis Platino
La II edició dels Premis Platino, presentats per la Entitat de Gestió de Drets dels Productors Audiovisuals i Federació Iberoamericana de Productors Cinematogràfics i Audiovisuals, van honorar el millor del cinema iberoamericà estrenat en 2014. La cerimònia va ser realitzada el 18 de juliol de 2015, en el Starlite Auditori a Marbella, Espanya. Va ser presentada per Juan Carlos Arciniegas i Alessandra Rosaldo, que van ser presentadors del lliurament de l'any anterior, units amb Imanol Arias. En la cerimònia es va fer lliurament de premis competitius en tretze categories. El premi honorari a Persona de l'Any va ser lliurat a l'actor espanyol Antonio Banderas, de la mà de la llegendària actriu porto-riquenya Rita Moreno.
La pel·lícula hispanoargentina Relatos salvajes es va emportar la major quantitat de premis, amb un total de vuit, incloent millor pel·lícula i millor director.
Els premis van ser lliurats el 18 de juliol de 2015.

## Convidats

### Introducció dels films nominats a millor pel·lícula
- Adriana Barraza — Conducta
- Alberto Alma — Pelo malo
- Inma Cuesta — Mr. Kaplan

### Presentacions musicals
- Rosario i Lolita Flores
- David Bisbal
- Luis Fonsi
- Miguel Bosé
- Lucrecia
- Rita Moreno

### Presentacions còmiques
- Eugenio Derbez i Santiago Segura.

## Nominats i guanyadors
Indica el guanyador o guanyadora en cada categoria.
| Categoria                                                                 | Guanyadors i nominats                  |
| Millor pel·lícula iberoamericana de ficció                                |                                        |
| ------------------------------------------------------------------------- | -------------------------------------- |
| Millor pel·lícula iberoamericana de ficció                                | Relatos salvajes — Argentina, Espanya  |
| Millor pel·lícula iberoamericana de ficció                                | Conducta — Cuba                        |
| Millor pel·lícula iberoamericana de ficció                                | La isla mínima — Espanya               |
| Millor pel·lícula iberoamericana de ficció                                | Mr. Kaplan — Uruguai, Espanya          |
| Millor pel·lícula iberoamericana de ficció                                | Pelo malo — Veneçuela, Perú, Argentina |
| Millor direcció                                                           |                                        |
| Damián Szifron — Relatos salvajes                                         |                                        |
| Alberto Rodríguez Librero — La isla mínima                                |                                        |
| Álvaro Brechner — Mr. Kaplan                                              |                                        |
| Ernesto Daranas — Conducta                                                |                                        |
| Mariana Rondón — Pelo malo                                                |                                        |
| Millor interpretació masculina                                            |                                        |
| Óscar Jaenada — Cantinflas; com Cantinflas.                               |                                        |
| Benicio del Toro — Escobar: Paradise Lost; com Pablo Escobar.             |                                        |
| Javier Gutiérrez Álvarez — La isla mínima; com Juan Robles.               |                                        |
| Jorge Perugorría — La pared de las palabras; com Luis.                    |                                        |
| Leonardo Sbaraglia — Relatos salvajes; com Diego Iturralde.               |                                        |
| Millor interpretació femenina                                             |                                        |
| Érica Rivas — Relatos salvajes; com Romina.                               |                                        |
| Geraldine Chaplin — Dólares de arena; com Anne.                           |                                        |
| Laura de la Uz — Vestido de novia; com Rosa Elena.                        |                                        |
| Leandra Leal — O Lobo Atrás da Porta; com Rosa.                           |                                        |
| Paulina García — Las analfabetas; com Ximena.                             |                                        |
| Samantha Castillo — Pelo malo; com Marta.                                 |                                        |
| Millor guió                                                               |                                        |
| Relatos salvajes — Damián Szifron.                                        |                                        |
| Conducta — Ernesto Daranas.                                               |                                        |
| La isla mínima — Rafael Cobos, Alberto Rodríguez Librero.                 |                                        |
| Mr. Kaplan — Álvaro Brechner.                                             |                                        |
| Pelo malo — Mariana Rondón.                                               |                                        |
| Millor música original                                                    |                                        |
| Relatos salvajes — Gustavo Santaolalla.                                   |                                        |
| El Niño — Roque Baños.                                                    |                                        |
| La danza de la realidad — Adan Jodorowsky.                                |                                        |
| La isla mínima — Julio de la Rosa.                                        |                                        |
| Libertador — Gustavo Dudamel.                                             |                                        |
| Conducta — Magda Rosa Galbán, Juan Antonio Leyva.                         |                                        |
| Millor pel·lícula d'animació                                              |                                        |
| El nen i el món — Brasil                                                  |                                        |
| Até que a Sbórnia nos Separe — Brasil                                     |                                        |
| La Dixie i la rebel·lió zombi — Espanya                                   |                                        |
| La leyenda de las momias de Guanajuato — Mèxic                            |                                        |
| Meñique — Cuba, Espanya                                                   |                                        |
| Mortadel·lo i Filemó contra en Jimmy el Catxondo — Espanya                |                                        |
| Millor pel·lícula documental                                              |                                        |
| La sal de la terra — Brasil                                               |                                        |
| ¿Quién es Dayani Cristal? — Mèxic                                         |                                        |
| El vals de los inútiles — Xile, Argentina                                 |                                        |
| Nacido en Gaza — Espanya                                                  |                                        |
| Paco de Lucía: La búsqueda — Espanya                                      |                                        |
| Millor opera prima de ficció                                              |                                        |
| La distancia más larga — Espanya, Veneçuela                               |                                        |
| 10.000 km — Espanya                                                       |                                        |
| Ciencias naturales — Argentina                                            |                                        |
| Mateo — Colòmbia                                                          |                                        |
| Vestido de novia — Cuba                                                   |                                        |
| Millor direcció de muntatge                                               |                                        |
| Relatos salvajes — Damián Szifron, Pablo Barbieri.                        |                                        |
| Conducta — Pedro Suárez.                                                  |                                        |
| La isla mínima — José M. G. Moyano.                                       |                                        |
| Mr. Kaplan — Nacho Ruiz Capillas.                                         |                                        |
| Pelo malo — Marité Ugas.                                                  |                                        |
| Millor direcció artística                                                 |                                        |
| Relatos salvajes — Clara Notari.                                          |                                        |
| Conducta — Erick Grass.                                                   |                                        |
| La isla mínima — Pepe Domínguez.                                          |                                        |
| Mr. Kaplan — Gustavo Ramírez.                                             |                                        |
| Pelo malo — Matías Tikas.                                                 |                                        |
| Millor direcció de fotografia                                             |                                        |
| La isla mínima — Álex Catalán.                                            |                                        |
| Conducta — Alejandro Pérez.                                               |                                        |
| Mr. Kaplan — Álvaro Gutiérrez.                                            |                                        |
| Pelo malo — Micaela Cajahuaringa.                                         |                                        |
| Relatos salvajes — Javier Juliá.                                          |                                        |
| Millor direcció de so                                                     |                                        |
| Relatos salvajes — José Luis Díaz.                                        |                                        |
| Conducta — Juan Carlos Herrera, Osmany Olivare.                           |                                        |
| La isla mínima — Daniel de Zayas, Pelayo Gutiérrez, Nacho Royo-Villanova. |                                        |
| Mr. Kaplan — Fabián Oliver, Nacho Royo-Villanova.                         |                                        |
| Pelo malo — Lena Esquenazi, John Figueroa.                                |                                        |

## Premi d'Honor
Presentat per: Rita Moreno.
- Antonio Banderas.

## Nominacions per pel·lícula
| Pel·lícula                                       | País(os)                               | Nominacions | Premis |
| ------------------------------------------------ | -------------------------------------- | ----------- | ------ |
| Relatos salvajes                                 | Argentina, Espanya                     | 10          | 8      |
| La isla mínima                                   | Espanya                                | 9           | 1      |
| Conducta                                         | Cuba                                   | 8           | 0      |
| Pelo malo                                        | Veneçuela, Perú, Argentina             | 8           | 0      |
| Mr. Kaplan                                       | Uruguai, Espanya                       | 7           | 0      |
| Vestido de novia                                 | Cuba                                   | 2           | 0      |
| 10.000 km                                        | Espanya                                | 1           | 0      |
| Até que a Sbórnia nos Separe                     | Brasil                                 | 1           | 0      |
| Cantinflas                                       | Mèxic                                  | 1           | 1      |
| Ciencias naturales                               | Argentina                              | 1           | 0      |
| La Dixie i la rebel·lió zombi                    | Espanya                                | 1           | 0      |
| Dólares de arena                                 | Argentina, Mèxic, República Dominicana | 1           | 0      |
| El Niño                                          | Espanya                                | 1           | 0      |
| El vals de los inútiles                          | Xile, Argentina                        | 1           | 0      |
| Escobar: Paraiso Perdido                         | Espanya, Panamà                        | 1           | 0      |
| La danza de la realidad                          | Xile                                   | 1           | 0      |
| La distancia más larga                           | Espanya, Veneçuela                     | 1           | 1      |
| La leyenda de las momias de Guanajuato           | Mèxic                                  | 1           | 0      |
| La pared de las palabras                         | Cuba                                   | 1           | 0      |
| La sal de la terra                               | Brasil                                 | 1           | 1      |
| Las analfabetas                                  | Xile                                   | 1           | 0      |
| Libertador                                       | Espanya, Veneçuela                     | 1           | 0      |
| Mateo                                            | Colòmbia                               | 1           | 0      |
| Meñique                                          | Cuba, Espanya                          | 1           | 0      |
| Mortadel·lo i Filemó contra en Jimmy el Catxondo | Espanya                                | 1           | 0      |
| Nacido en Gaza                                   | Espanya                                | 1           | 0      |
| O Lobo Atrás da Porta                            | Brasil                                 | 1           | 0      |
| El nen i el món                                  | Brasil                                 | 1           | 1      |
| Paco de Lucía: La búsqueda                       | Espanya                                | 1           | 0      |
| ¿Quién es Dayani Cristal?                        | Mèxic                                  | 1           | 0      |

## Nominacions múltiples per país
| País                 | Nominacions | Premis |
| -------------------- | ----------- | ------ |
| Espanya              | 36          | 10     |
| Argentina            | 21          | 8      |
| Cuba                 | 12          | 0      |
| Veneçuela            | 10          | 1      |
| Perú                 | 8           | 0      |
| Uruguai              | 7           | 0      |
| Brasil               | 4           | 2      |
| Mèxic                | 4           | 1      |
| Xile                 | 3           | 0      |
| Colòmbia             | 1           | 0      |
| Panamà               | 1           | 0      |
| República Dominicana | 1           | 0      |